# Алебио (Маса-Карара)
Алебио (итал. Alebbio) је насеље у Италији у округу Маса-Карара, региону Тоскана.
Према процени из 2011. у насељу је живело 31 становника. Насеље се налази на надморској висини од 315 м.